# Al-Jarushiya
Al-Jarushiya (àrab: الجاروشية, al-Jārūxiyya) és una vila palestina de la governació de Tulkarem, a Cisjordània, 6 kilòmetres al nord de Tulkarem. Segons l'Oficina Central Palestina d'Estadístiques tenia 1.093 habitants el 2006. En 1997 el 8.4 % de la població d'Al-Jarushiya eren refugiats. Les instal·lacions sanitàries per Al-Jarushiya són designades com a MOH nivell 2.